# تونی لاتو
انتونیو لاتوره گروئسو (اسپانیایی: Antonio Latorre Grueso‎؛ زادهٔ ۲۱ نوامبر ۱۹۹۷) بازیکن فوتبال اهل اسپانیا است که برای باشگاه فوتبال پرسپولیس در لیگ برتر ایران بازی میکند.
از باشگاه‌هایی که در آن بازی کرده‌است می‌توان به والنسیا و پی‌اس‌وی آیندهوون اشاره کرد.